# Нестандартний урок
Нестандартний урок - це навчальне заняття, яке характеризується незвичайними задумом та організаційною формою.
І. П. Підласий зазначив, що нестандартний урок – це імпровізоване учбове заняття, яке має нетрадиційну (невстановлену) структуру, а структура уроку прямо залежить від типу уроку, бо структура уроку – це сукупність, послідовність і зв’язок елементів (етапів), з яких він складається. Якщо нестандартний урок не матиме певної структури, то навчальний процес буде стихійним .

## Загальні відомості
З метою активізації пізнавальної діяльності учнів у масовій практиці почали з’являтися уроки, які відрізнялися від традиційних новими формою, структурою, підходами. Такі уроки найбільше вражають учнів, оскільки потребують зовсім іншої підготовки, ніж стандартний урок, як для учителя, так і для дітей. У повсякденній практиці педагогів вони з’являються не так часто, оскільки вимагають набагато більше зусиль, уміння, навичок від усіх учасників навчально-виховного процесу, ніж звичайний, традиційний урок. Під час підготовки та проведення нестандартних уроків розкривається інтелектуальний, творчий чи організаційний потенціали учня .

## Погляди на нестандартний урок
О. Антипова, В. Паламарчук, Д. Рум'янцева визначають нестандартний урок як структурування змісту і форми, яке б й викликало насамперед зацікавлення учнів і сприяло їхньому оптимальному розвитку й вихованню. "Нестандартний урок як своєрідне педагогічне явище бурхливо розвивається, постійно набуваючи нових рис. Він — дитя перебудови суспільства і школи, і доля його пов'язана з долею цього процесу"
Л. Лухтай називає нестандартним такий урок, який не вкладається (повністю або частково) в дидактиктичні межі, на якому вчитель не дотримується чітких етапів навчального процесу, методів, традиційних видів роботи .
Е. Печерська бачить головну особливість нестандартного уроку у викладанні певного матеріалу у формі, пов'язаній з численними асоціаціями, різними емоціями, що допомагає створити позитивну мотивацію навчальної діяльності .
О. Митник і В. Шпак наголошують, що нестандартний урок народжується завдяки нестандартній педагогічній теорії, вдумливому самоаналізу діяльності вчителя, передбаченню перебігу тих процесів, які відбуваються на уроці, а найголовніше — завдяки відсутності штампів у педагогічній технології.
Дискусія щодо визначення сутності нестандартних уроків та цінності нових форм занять у навчанні, розвитку й вихованні учнів йдуть і до сьогодні.

## Класифікація нестандартних уроків

### Класифікація І.П. Підласого
І.П. Підласий виділив 36 нестандартних уроків.

### Класифікація В.А. Щеньова
В.А. Щеньов розширив типологію традиційного уроку нестандартними. Наприклад,
- уроки-інтелектуальні конкурси, захист проектів та інші віднесли до уроків контролю знань, умінь і навичок,
- уроки-лекції, уроки-конференції - до уроків формування нових знань.

### Класифікація С.В. Кульневич та Т.П. Лакоценіної
С.В. Кульневич та Т.П. Лакоценіна виділили групи:
уроки зі зміненим способом організації (лекції, захист ідей, урок взаємоконтролю);
уроки, пов’язані з фантазією (урок-казка, театралізований урок);
уроки, що імітують різні види діяльності (урок-екскурсія, урок-мандрівка);
уроки з ігровою змагальною основою (урок-конкурс, урок-КВК);
уроки з трансформацією стандартних способів організації (семінар, залік, урок-моделювання);
уроки з оригінальною організацією (урок взаємонавчання, урок-монолог);
уроки - аналогії певних дій (урок-суд, урок-аукціон);
уроки - аналогії з відомими формами й методами діяльності (урок-диспут, урок-дослідження)

### Класифікація С.С. Пальчевського
С.С. Пальчевський запропонував умовно розділити всі нестандартні уроки на групи:
- уроки ділової та рольової гри (урок-суд, урок - прес-конференція, урок-слідство, урок-захист проектів, урок-консиліум, урок-імпровізація, урок-імітація та ін.);
- театралізовані уроки (урок-драма, урок-спектакль, урок-концерт, урок-казка, урок-феєрія, урок-етюд та ін.);
- уроки-змагання (урок-КВК, урок-"Що? Де? Коли?", урок-вікторина, урок-конкурс, урок-турнір, урок-"мозкова атака" та ін.);
- уроки широкомасштабного огляду знань (урок-панорама, урок-подорож, урок-фреска та ін. );
- уроки творчого пошуку (урок-розвідка, урок-лабораторне дослідження, урок-"Еврика", урок-експедиція );
- уроки комунікативної спрямованості (урок-диспут, урок-усний журнал, урок-діалог, уроки-філософський роздум, урок-молитва, уроки філософії серця, урок-мрія);
- уроки-звіти (урок захисту індивідуальних творчих робіт, урок-залік, урок-демонстрація, урок експертної оцінки);
- уроки, які наслідують форми навчання у вищих навчальних закладах (урок-лекція, урок-семінар, урок-конференція);
- інтегровані уроки (урок народної творчості, урок краси, урок мудрості та ін);
- міжпредметні уроки [7].

## Спільні риси нестандартних уроків
Спільні риси нестандартних уроків:
- колективна діяльність;
- підвищення зацікавленості;
- креативність;
- активізація пізнавальної діяльності;
- партнерство;
- зміна позиції педагога;
- нетрадиційне оцінювання тощо.

## Основні риси відмінності стандартних і нестандартних уроків
Основними рисами відмінності стандартних і нестандартних уроків є:
- структура уроку: у нестандартних уроках – різноманітна, залежить від типу уроку і способу проведення;
- мотивація навчання: у стандартних уроках мотивація навчання проводиться по принципу „вчу, бо треба знати”, а в нестандартних уроках  мотивація навчання іде підсвідомо і без примусів до навчання;
- спосіб проведення: навчання, яке ведеться за допомогою стандартних уроків, проводиться як певний „шаблон” серії уроків, де іноді можуть зустрічатися ігрові моменти в залежності від особливостей вчителя, а нестандартний урок може пройти під величезною ігровою ситуацією протягом усього уроку;
- новий спосіб навчання: стандартні уроки вивчають матеріал одного предмету та інколи можуть з’являтися міжпредметні зв’язки, а нестандартні уроки можуть вивчати матеріал блоками кількох предметів, (наприклад, інтегровані уроки);
- кількість класів: нестандартні уроки дають можливість провести урок з двома класами одночасно, або з учнями різного віку;
- розвиток нових умінь: за допомогою нестандартних уроків можна розвивати увагу, пам’ять, мислення, уяву, акторські здібності та ін.;
- продуктивність праці: рівень активізації уваги дітей значно вищий і вони не так втомлюються.[8]